# Minamata: Les víctimes i el seu món
Minamata: The Victims and Their World (水俣 患者さんとその世界, Minamata: Kanja-san to sono sekai) és un documental japonés fet a l'any 1971 per Noriaki Tsuchimoto. És el primer d'una sèrie de documentals independents que Tsuchimoto va dedicar a l'incident de l'enverinament per mercuri de Minamata, Japó. Pel·lícules posteriors de la sèrie inclouen El mar de Shiranui.

## Contingut de pel·lícula
La pel·lícula se centra en els residents de Minamata i comunitats properes que, als anys cinquanta, van patir danys en els seus sistemes nerviosos o que van néixer deformats, a causa de la ingesta de peixos que contenien quantitats anormals de mercuri alliberades al mar per una fàbrica de fertilitzants propietat de Chisso. No només mostra la seva situació actual i les penúries que suporten les seves famílies, sinó també la discriminació que havien patit d'altres residents de Minamata, la resposta insuficient de Chisso, la lentitud de l'acció del govern i els problemes que pateixen les víctimes que no havien estat oficialment. designat com a malaltia de Minamata.
El director Tsuchimoto va retratar una gamma de víctimes que van des de pescadors i ancians fins als nens nascuts amb malaltia congènita de Minamata. La malaltia varia en severitat i símptomes, manifestant-se de forma diferent a cada persona. Els temes que tracten totes aquestes diferents històries inclouen l'amor immens del cuidadors d'aquells afectats per la malaltia, així com les preocupacions pel futur d'aquestes víctimes un cop les seves famílies no hi siguin. Per mostrar de quina manera algunes famílies miren de treure el màxim partit de la seva situació i que la rehabilitació és possible, Tsuchimoto humanitza les persones marginades per la comunitat a causa de la malaltia de Minamata. El documental es posiciona al costat de les víctimes en la seva lluita, però també dedica molt temps a entendre el seu estil de vida, especialment les seves tradicions i la seva relació propera amb el mar.
L'acció principal de l'última part de la pel·lícula relata l'intent de les víctimes i els seus partidaris per comprar quantitats petites de participacions de l'empresa Chisso per poder assistir a la reunió anual d'accionistes i confrontar-se amb la direcció corporativa. L'intent dels manifestants de Minamata per adreçar-se als directors i gestors de Chisso no va prosperar, va acabar amb els manifestants que rodejant els directors. A través commovedores supliques, els manifestants expressen les seves demandes de reconeixement i reparació. És a través d'escenes potents com aquestes que Tsuchimoto potencia el missatge i la demanda de justícia. Considerant desastres mediambientals recents com l'accident nuclear de Fukushima, del març de 2011, el documental d'en Tsuchimoto és encara ben pertinent i desvetlla les febleses del govern i les responsabilitats corporatives.

## Producció
Com activista estudiantil que es va identificar com a Comunista, Tsuchimoto va enrabiar-se amb Chisso, el govern i les institucions mèdiques per ser còmplices vers el patiment de les víctimes de la malaltia de Minamata (Yasuo, 1995). Havent emprat el cinema per retratar les vides de taxistes de Tòquio en la seva disruptiva pel·lícula, A la carretera: un document, per en Tsuchimoto era una resposta natural el fet de contribuir en la lluita de les víctimes de malaltia. A més, Minamata: Les Víctimes i El seu Món va produir-se sense finançament de patrocinadors. En comptes d'això, el productor Ryūtarō Takagi essencialment va recollir fons per produir aquest documental i les següents pel·lícules de la sèrie.
Arrel de les crítiques per no incloure cap detall dels aspectes mèdics del la malaltia, Tsuchimoto, que pretenia que Minamata: Les Víctimes i El seu Món sigués un únic documental sobre la malaltia, va decidir convertir el documental en una sèrie amb les pel·lícules com Minamata Malaltia: Una Trilogia i El Mar de Shiranui. Al mateix temps van sorgir noves oportunitats: després de la sentència judicial sobre el cas Minamata el 1973, Tsuchimoto va poder utilitzar la pel·lícula de la Facultat de Medicina de la Universitat Kumamoto destinada a un ús acadèmic, que es va divulgar durant el temps que Minamata: Les víctimes i el seu món s'estava produint.  

## Recepció
Minamata: Les Víctimes i El seu Món es va mostrar a nombrosos festivals de cinema i va guanyar diversos premis, inclòs el Film Ducat al Festival de cinema Internacional Mannheim-Heidelberg. El crític Mark Cousins la va catalogar com un dels "deu documentals que van sacsejar el món." El director Claude Lanzmann, que va ser convidat pel director Tsuchimoto a l'últim a un festival que celebra les feines d'ambdós directors a Tòquio, el maig 1996, va declarar, “[…] Tsuchimoto és un realitzador de pel·lícules tan maravellós, un creador tan rigorós, que vaig seguir la pel·lícula apassionadament, sense perdre el fil en cap moment, …”; i parla de la habilitat Tsuchimoto per aflorar la humanitat de les persones en relació vital amb la natura, en aquest cas el mar.

## Versions
La pel·lícula japonesa original té una durada de 167 minuts. Actualment la versió disponible en DVD subtitulada en anglès consta de 120 minuts de duració i Tsuchimoto la va preparar per conferències mediambientals internacionals i festivals de cinema.